# Балка Грузская
Балка Грузская — хутор в Новопокровском районе Краснодарского края.
Входит в Калниболотское сельское поселение.

## География
Расстояние до станицы Калниболотской около 18 км, и  Тихорецка около 24 км.

### Улицы
- ул. Зеленая.
- ул. Широкая
- пер. Клубный

## Население
В хуторе проживают 130 жителей, из них 27 детей. В основном хутор населяют русские, но есть украинцы и марийцы. Основное занятие животноводство и растениеводство. 